# Procope de Sázava
Pour les articles homonymes, voir Saint Procope et Procope.
Saint Procope de Sázava (en tchèque et en allemand : Prokop) (° vers 970 à Chotouň – + 25 mars 1053 à Sázava) est un prêtre séculier, puis un ermite, fondateur du monastère de Sázava. Il est fêté les 25 mars et 16 septembre.

## Histoire et tradition
On sait peu de ses origines si ce n'est que ses parents, sans doute nobles et propriétaires du château fort de Chotouň, se nomment Vít (Guy) et Božena et qu'il naît aux environs de l'an 970. Il reçoit une éducation très complète dans l'école vieux-slave de Vyšehrad. Il se marie et devient prêtre. La christianisation de la Bohême est le fait des moines Cyrille et Méthode et la séparation des Églises d'Orient et d'Occident de 1054 n'a pas encore eu lieu, ce qui explique qu'un mariage n'est pas incompatible avec son état d'ecclésiastique. Il a un fils, Jimram.
Procope vit à l'époque des luttes dynastiques entre les Přemyslides et le clan des Slavníkov. Sans que l'on puisse établir avec certitude un rapport de cause à effet, on peut supposer qu'elles jouent un rôle dans la décision de Procope de se faire ermite, tout d'abord auprès du monastère bénédictin de Břevnov puis dans une grotte à Daleje dans Jinonice (aujourd'hui quartier de Prague, où une vallée, Prokopské udolí et un ruisseau, prokopský potok, gardent la trace de son passage).

## Évangéliaire de saint Procope

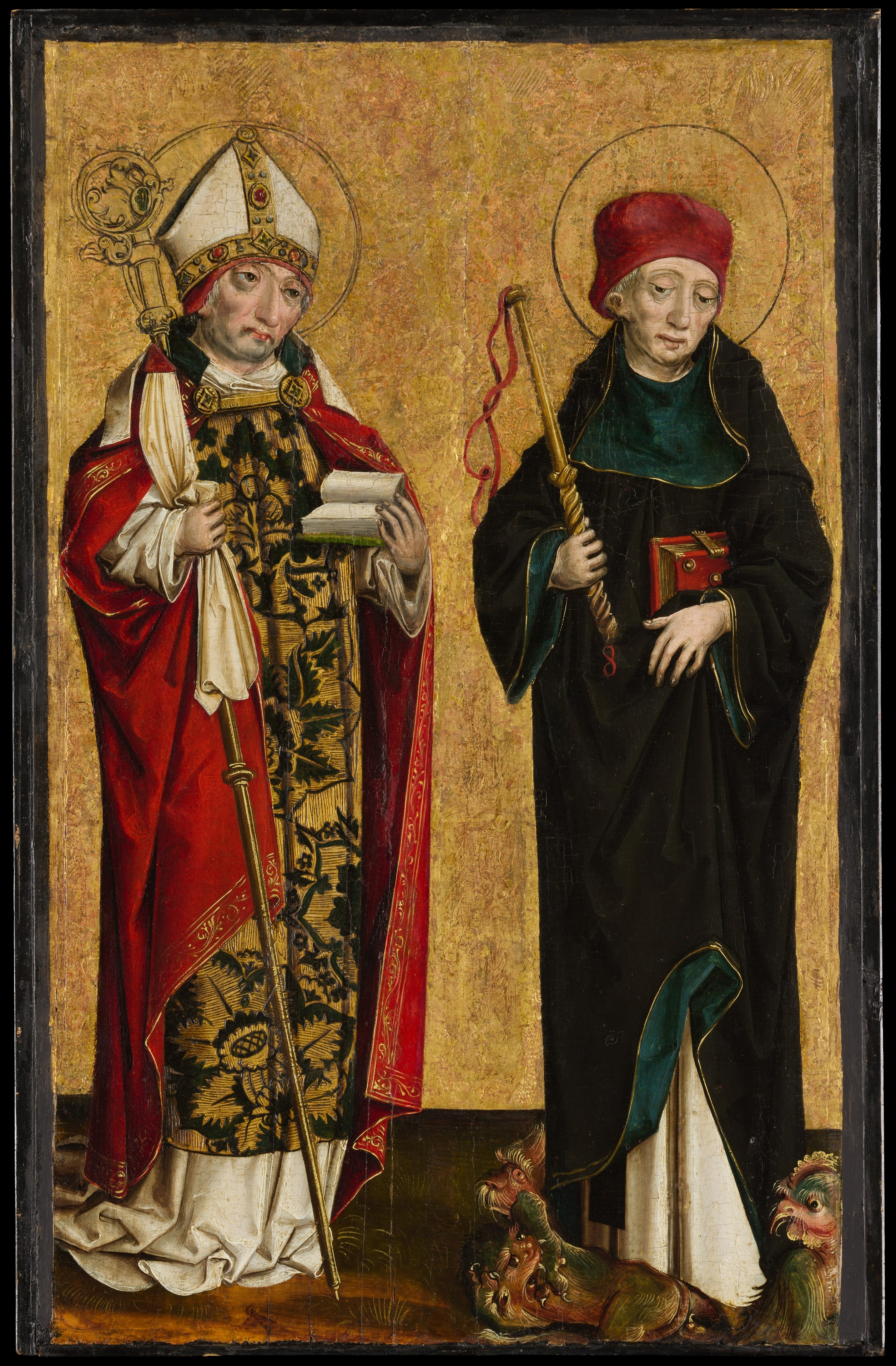
Saint Adalbert et saint Procope (vers 1500).

C'est là, selon la tradition tchèque, qu'il écrit un évangéliaire qui, faisant partie du trésor de la cathédrale de Reims, aurait servi à la prestation de serment des rois de France lors de leur couronnement.
La présence à Reims de cet évangéliaire a donné naissance aux hypothèses les plus rocambolesques. Selon l’abbé Pluche, le lectionnaire provenait d’Ebon de Reims, custos de la bibliothèque de Louis le Débonnaire ; certains, en revanche, soutenaient qu'il avait été offert par Anne de Kiev à Roger, évêque de Châlons, quand il vint la chercher pour la conduire à Henri Ier de France ; Dobrowski pensait, quant à lui, qu'il avait été donné, vers 1250, à l'archevêque de Reims par sainte Hélène d'Anjou, reine de Serbie ; d'autres, enfin, prétendaient que les Croisés l'avaient découvert lors du pillage de Constantinople et que Baudoin l'avait offert à Guillaume aux Blanches Mains, archevêque de Reims.
Les sources tchèques indiquent, pour leur part, que l'évangéliaire de saint Procope a fait l'objet d'un don par Charles IV du Saint-Empire au cloître d’Emmaüs, un monastère bénédictin sis à Prague et officiant en vieux slave. Il aurait ensuite été offert au légat byzantin au XVe siècle lequel l'aurait emmené à Byzance. C'est là qu'il aurait été acheté par Charles de Lorraine (1524-1574) ou sur ses ordres, pour être offert au chapitre de la cathédrale Notre-Dame de Reims.
Selon le Bulletin des bibliothèques de France, « cet évangéliaire slavon du XIe siècle écrit en caractères cyrilliques est souvent appelé « Texte du Sacre » en raison d'une légende qui voulait voir en lui le livre saint sur lequel les Rois de France auraient, le jour de leur sacre, prêté serment. Cette légende est fausse, mais a trouvé son origine dans la pompe extrême avec laquelle le Cardinal Charles de Lorraine (1524-1574) le remit au Chapitre, après l'avoir revêtu d'une reliure précieuse abritant des reliques. Ce livre a pris de nos jours une grande valeur, encore que d'un tout autre ordre : c'est l'un des plus anciens textes connus de la langue russe ou Vieux Bulgare et il pourrait avoir été écrit par saint Procope, qui mourut vers 1030. Déjà Pierre le Grand et Nicolas II, voyageant en France, se l'étaient fait présenter. »

## Fondateur du monastère de Sázava
Puis, Procope quitte les environs de Prague pour la vallée de la Sázava pour mener une vie ascétique. La légende raconte que les paysans des alentours l'ont vu labourer la terre avec le diable attelé à sa charrue et mené à la croix.
Sous la protection d'Ulrich de Bohême, puis de son successeur, Břetislav et avec l'aide de moines aspirant à la même vie ascétique, il édifie un cloître dont il devient le père-abbé. Le monastère de Sázava, qui adopte les règles de l'ordre de Saint-Benoît, n'en reste pas moins l'un des derniers endroits de Bohême où la liturgie est célébrée en vieux slave et où cette langue liturgique (peu ou prou équivalente au latin pour les catholiques) est longtemps enseignée.

## Canonisation
En 1204, Procope est canonisé par le pape Innocent III. C'est le premier Tchèque à être reconnu comme saint par l'Église catholique romaine et il est considéré comme l'un des saints patrons du pays. En 1588, ses restes sont transférés au château de Prague et y reposent désormais dans la chapelle de Tous-les-Saints.

## Liens
- Ressource relative à la religion :   - GCatholic.org
- Notice dans un dictionnaire ou une encyclopédie généraliste :   - Deutsche Biographie
- Notices d'autorité :   - VIAF
  - ISNI
  - BnF (données)
  - LCCN
  - GND
  - Pologne
  - Israël
  - Vatican
  - Tchéquie
  - WorldCat